# キムラグモ
キムラグモ（木村蜘蛛）とは、狭義には節足動物門クモ綱クモ目ハラフシグモ亜目ハラフシグモ科に属するクモの一種Heptathela kimuraiの和名、また広義にはハラフシグモ科キムラグモ属Heptathelaに属するクモの総称である。腹部に体節の跡がある、原始的なクモとして有名である。この特徴を持つハラフシグモ科の現生種として、日本で初めて発見、記載された。

## 形態
キムラグモ属は複数種を含むが、いずれも形態に大差はなくややずんぐりとした褐色のクモで、体長は雌15mm、雄10mm前後になる。
キムラグモの体は、頭胸部と腹部からなる。頭胸部には、一見すると5対の歩脚があるように見える。これは、触肢が歩脚と同じ形に発達するためである（普通のクモ類では、触肢は歩脚状だがはるかに小さい）。また、鋏角は大きく発達し、これは捕食以外に巣穴を掘る際にも使用される。
一般的なクモ類では、腹部は袋状で外見上体節構造は見られず、後端に出糸器官をもつ。ハラフシグモ亜目に属するキムラグモの腹部にははっきりした体節の跡があり、背面には体節ごとにやや硬化した背板がならぶ。これは化石種にみられる原始的な形質であり、分類名にある「腹節グモ」の名称の由来である。腹面側には、前方に呼吸器官として2対の書肺と、中央に長い紡錘形の出糸突起が7個あり、これらが付属肢に起源することが分かりやすい構造になっている。

## 生態

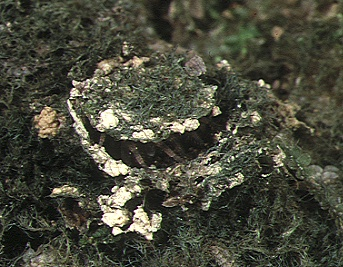
巣の入り口、扉の下にクモの脚が見える
（ヤンバルキムラグモ）

キムラグモは、地下に穴を掘って暮らしている。がけ地や切り通しなど、裸地が急斜面になったところに多い。横向きまたは斜め下向きに5〜10cm程度の穴を掘り巣を造る。巣穴の入り口に糸で蓋を作り、巣穴の上部に扉の様に付ける。蓋の外側には土やコケが付き、巣穴と周囲の区別がつきにくくなっている。このような巣は、トタテグモ類と共通である。ただし、トタテグモ類の場合、巣穴の内側すべてに糸で裏打ちしてあるのに対し、キムラグモの場合は、扉と入り口付近だけが糸で裏打ちされている。これは、キムラグモが原始的なクモで、糸を出す能力が十分でないためとも言われる。
クモは巣穴の入り口で待機し、近くを昆虫などが通りかかると、飛びかかって捕らえ、巣穴に引き込んで食べる。
東南アジアの近縁属では、穴の入り口から受信糸という糸を地表に放射状に張り、そこに接触した餌に飛びかかって食べるものがいるが、キムラグモはこれを作らない。
成熟した雄は巣穴から出て、雌の巣穴を探す。巣穴を見つけると、入り口で巣穴の蓋を一定のリズムで触肢を使って叩く。この時雌の攻撃がなければ、雄は巣穴に入り交接を行う。雄はその後しばらく雌の巣穴に留まるが、その際雌に捕食されることもある。
キムラグモの幼体は、他のクモ類の幼体が行なうバルーニングをしないことが知られており、これが多くの固有種を生む原因の一つとも考えられている。

## 名前の由来
キムラグモの名前は発見者にちなむものである。当時まだ高校生（旧制）だった木村有香（きむらありか）が1920年に鹿児島県で発見し、標本を送られた岸田久吉が1923年に記載、木村に学名と和名を献名した。木村は後に植物学者として名をなし、東北大学を舞台にヤナギの分類で大きな業績を挙げている。当時ハラフシグモ科のクモは東南アジアから4種発見されていただけで、どれも採集困難なものばかりであったので、クモの系統の研究上大きな意味のある発見となった。東亜蜘蛛学会（現・日本蜘蛛学会）はシンボルマークにこの蜘蛛を使っている。
その後九州以南の各地で分布が確認されたが、すべて同一種と考えられていた。ところがキムラグモの配偶行動を研究していたドイツのハウプトが沖縄産のものの行動が全く異なることを発見し、研究の結果、これを別種オキナワキムラグモ Heptathela nishihirai（＝ Ryuthela nishihirai ） として発表した。この学名は標本を提供した沖縄出身の生態学者で琉球大学理学部で長く教鞭をとり、主に海洋生物学分野の生態学で業績をあげた西平守孝に献名したものである。これを契機に研究が進んだ結果、各地で種分化が進んでいることが判明した。

## 分類
当初、キムラグモは日本では九州南部から南西諸島にかけて分布するとされたが、上述のように複数種が含まれていることが判明した。また分類もキムラグモ属とオキナワキムラグモ属の2属に分けられた。
現在、キムラグモ属は8種に、オキナワキムラグモ属は4種に分けられているが、異論もある。それについては属の項を参照されたい。種名キムラグモHeptathela kimuraiは、熊本県東部、西部および南部、大分県西部に分布する。他の種とは形態的には大差がなく、雄の触肢先端の生殖器と雌の生殖器の違いで分類されている。